# Adam Schwappach
Adam Friedrich Schwappach (* 2. November 1851 in Bamberg; † 9. Februar 1932 in Eberswalde) war ein deutscher Forstwissenschaftler. 

## Leben
Schwappach studierte von 1871 bis 1873 an der Universität München und promovierte dort 1872 in Staatswirtschaft. Seit dem Studium war er Mitglied der Studentenverbindung Akademischer Gesangverein München im SV. 1881 wurde er zum außerordentlichen Professor für Forstwissenschaft an der Universität Gießen ernannt. Von 1886 bis zu seiner Emeritierung 1921 war er Professor an der Forstakademie Eberswalde und Abteilungsdirigent bei der Hauptstation für das forstliche Versuchswesens in Preußen. Außerdem betätigte er sich als Kommunalpolitiker in Eberswalde und war an der Errichtung des Arboretum Wirty beteiligt.
Schwappach wurde 1928 zum Ehrenbürger der Gemeinde Eberswalde ernannt, die auch eine Straße nach ihm benannte. Außerdem wurde ihm der Titel Geheimer Regierungsrat verliehen.
Auf seine Schriften wird auch international noch heute Bezug genommen.

## Werke (Auswahl)
- Das Holz unserer Waldbäume. Wild, München 1872 (Inaugural-Dissertation)
- Handbuch der Forst- und Jagdgeschichte Deutschlands in 2 Bde., Julius Springer: Berlin 1886 Digitalisat, Digitalisat
- Grundriss der Forst- und Jagdgeschichte Deutschlands. Julius Springer: Berlin, 1883
- Leitfaden der Holzmesskunde. 1889; Zweite Auflage, Julius Springer: Berlin 1903
- Forstpolitik, Jagd- und Fischereipolitik. Hirschfeld, Leipzig 1894. (= Hand- und Lehrbuch der Staatswissenschaften in selbständigen Bänden. Band I,X) (Digitalisat und Volltext im Deutschen Textarchiv)
- Die Ergebnisse der in den preußischen Staatsforsten ausgeführten Anbauversuche mit fremdländischen Holzarten. Julius Springer: Berlin 1901
- I. Untersuchungen über Zuwachs und Form der Schwarzerle. II. Wachstum und ertrag normaler Fichtenbestände in Preussen, unter besonderer Berücksichtigung des Einflusses verschiedener wirtschaftlicher Behandlungsweise. J. Neumann: Neudamm 1902
- Die Kiefer. Wirtschaftliche und statische Untersuchungen der forstlichen Abteilung der Hauptstation des forstlichen Versuchswesens in Eberswalde. J. Neumann: Neudamm 1908
- Die Rotbuche. Wirtschaftliche und statische Untersuchungen der forstlichen Abteilung der Hauptstation des forstlichen Versuchswesens in Eberswalde. J. Neumann: Neudamm 1911